# 고양이 눈
《고양이 눈》(영어: Cat's Eye)은 마거릿 애트우드의 1988년 장편소설로, 성인이 된 화자가 자신의 유년기 경험을 되돌아보는 내용이다. 1940~1990년대 캐나다 풍경을 생생하게 재현해내었다는 평가를 받는다. 대한민국에는 민음사에서 차은정 번역으로 출간되었다.